# Otokar Navigo
De Otokar Navigo is een autobustype van de Turkse busfabrikant Otokar. De bus wordt ook gebouwd onder licentie bij de Franse busfabrikant Fast Concept Car. De bussen van Fast Concept Car zijn speciaal bedoeld voor de West-Europese markt, terwijl de bussen van Otokar met name bedoeld zijn voor de Oost-Europese markt.

## Versies

### Huidige versies
Er zijn verschillende versies van de Navigo die anno 2013 worden geproduceerd;
- Navigo C; Stadsbusversie
- Navigo U; Streekbusversie
- Navigo T; Touringcarversie
- Navigo School; Schoolbusversie
- Navigo SH School; Schoolbus- / streekbusversie
- Navigo SH Ligne; Streekbus- / touringversie
- Navigo Ligne; Streekbusversie
- Navigo Comfort; Touringcarversie

De versies Navigo C, Navigo U, Vectio U LE en de Navigo T worden bij Otokar gebouwd. De versies Navigo School, Navigo SH School, Navigo SH Ligne, Navigo Ligne en Navigo Comfort worden bij Fast Concept Car gebouwd.

### Voormalige versies
Enkele voormalige versies zijn onder andere;
- Navigo 125L
- Navigo 145S
- Navigo 145SE
- Navigo 145SC
- Navigo 145SX
- Navigo 160S
- Navigo 160SE
- Navigo 165S

## Technische Specificaties
|                             | Navigo C        | Navigo U                               | Navigo U                               | Navigo T        | Navigo T        | Navigo T        | Navigo School   | Navigo School   | Navigo SH School                       | Navigo SH Ligne                        | Navigo Ligne    | Navigo Ligne    | Navigo Comfort  | Navigo Comfort  |
| --------------------------- | --------------- | -------------------------------------- | -------------------------------------- | --------------- | --------------- | --------------- | --------------- | --------------- | -------------------------------------- | -------------------------------------- | --------------- | --------------- | --------------- | --------------- |
| Lengte                      | 7 721 mm        | 7 010 mm                               | 7 721 mm                               | 7 100 mm        | 7 721 mm        | 8 395 mm        | 7 721 mm        | 7 721 mm        | 7 721 mm                               | 7 721 mm                               | 7 721 mm        | 7 721 mm        | 7 721 mm        | 7 721 mm        |
| Breedte                     | 2 265 mm        | 2 265 mm                               | 2 265 mm                               | 2 265 mm        | 2 265 mm        | 2 265 mm        | 2 265 mm        | 2 265 mm        | 2 265 mm                               | 2 265 mm                               | 2 265 mm        | 2 265 mm        | 2 265 mm        | 2 265 mm        |
| Hoogte (exterieur)          | 3 275 mm        | 3 275 mm                               | 3 275 mm                               | 3 275 mm        | 3 275 mm        | 3 275 mm        | 3 275 mm        | 3 275 mm        | 3 275 mm                               | 3 275 mm                               | 3 275 mm        | 3 275 mm        | 3 275 mm        | 3 275 mm        |
| Hoogte (interieur)          | 2 020 mm        | 1 920 mm                               | 1 920 mm                               | 1 920 mm        | 1 920 mm        | 1 920 mm        | 1 920 mm        | 1 920 mm        | 1 920 mm                               | 1 920 mm                               | 1 920 mm        | 1 920 mm        | 1 920 mm        | 1 920 mm        |
| Wielbasis                   | 3 866 mm        | 3 155 mm                               | 3 866 mm                               | 3 245 mm        | 3 866 mm        | 4 520 mm        | 3 866 mm        | 3 866 mm        | 3 866 mm                               | 3 866 mm                               | 3 866 mm        | 3 866 mm        | 3 866 mm        | 3 866 mm        |
| Vooroverbouw                | 1 640 mm        | 1 640 mm                               | 1 640 mm                               | 1 640 mm        | 1 640 mm        | 1 465 mm        | 1 640 mm        | 1 640 mm        | 1 640 mm                               | 1 640 mm                               | 1 640 mm        | 1 640 mm        | 1 640 mm        | 1 640 mm        |
| Achteroverbouw              | 2 215 mm        | 2 215 mm                               | 2 215 mm                               | 2 215 mm        | 2 215 mm        | 2 410 mm        | 2 215 mm        | 2 215 mm        | 2 215 mm                               | 2 215 mm                               | 2 215 mm        | 2 215 mm        | 2 215 mm        | 2 215 mm        |
| Bagageruimte                | n.v.t.          | 3,5 m³                                 | 3,5 m³                                 | 3,5 m³          | 3,5 m³          | 3,5 m³          | 2,7 m³          | 3,5 m³          | 2,2 m³                                 | 2,5 m³                                 | 2,7 m³          | 3,5 m³          | 2,7 m³          | 3,5 m³          |
| Motor                       | Cummins iSBe4.5 | Cummins ISBe4.5                        | Cummins ISBe4.5                        | Cummins ISBe4.5 | Cummins ISBe4.5 | Cummins ISBe4.5 | Cummins ISBe4.5 | Cummins ISBe4.5 | Cummins ISBe4.5                        | Cummins ISBe4.5                        | Cummins ISBe4.5 | Cummins ISBe4.5 | Cummins ISBe4.5 | Cummins ISBe4.5 |
| Emissie                     | Euro 5          | Euro 5                                 | Euro 5                                 | Euro 5          | Euro 5          | Euro 5          | Euro 5          | Euro 5          | Euro 5                                 | Euro 5                                 | Euro 5          | Euro 5          | Euro 5          | Euro 5          |
| Vermogen                    | 136 kW (185 pk  | 136 kW (185 pk)                        | 136 kW (185 pk)                        | 136 kW (185 pk) | 136 kW (185 pk) | 136 kW (185 pk) | 136 kW (185 pk) | 136 kW (185 pk) | 136 kW (185 pk)                        | 136 kW (185 pk)                        | 136 kW (185 pk) | 136 kW (185 pk) | 136 kW (185 pk) | 136 kW (185 pk) |
| Zitplaatsen1                | 21              | 31 (met rolstoel) 33 (zonder rolstoel) | 31 (met rolstoel) 33 (zonder rolstoel) | 30              | 32              | 36              | 33              | 33              | 29 (met rolstoel) 33 (zonder rolstoel) | 29 (met rolstoel) 33 (zonder rolstoel) | 33              | 33              | 33              | 33              |
| Staanplaatsen               | 18              | 6                                      | 6                                      | 0               | 0               | 0               | 0               | 0               | 0                                      | 0                                      | 0               | 0               | 0               | 0               |
| Rolstoelplaats              | 1               | Optioneel                              | Optioneel                              | n.v.t.          | n.v.t.          | n.v.t.          | n.v.t.          | n.v.t.          | Optioneel                              | Optioneel                              | n.v.t.          | n.v.t.          | n.v.t.          | n.v.t.          |
| Maximaal aantal passagiers2 | 39 personen     | 39 personen                            | 39 personen                            | 30 personen     | 32 personen     | 36 personen     | 33 personen     | 33 personen     | 33 personen                            | 33 personen                            | 33 personen     | 33 personen     | 33 personen     | 33 personen     |

Opmerkingen: 1= afhankelijk van het aantal deuren en stoelindeling; 2= inclusief staanplaatsen

## Inzet
Dit bustype komt voor in verschillende Europese landen, waaronder Frankrijk, Luxemburg, Roemenië en Servië
| Bedrijf             | Type         | Serie          | Aantal | Inzet        | Opmerkingen |
| België              | België       | België         | België | België       | België      |
| ------------------- | ------------ | -------------- | ------ | ------------ | ----------- |
| Autobus Latour      | Navigo C     | 558159         | 1      | Regio Namen  |             |
| Luxemburg           |              |                |        |              |             |
| Autocars Altmann    | Navigo 185SE | BU0004         | 1      | Streekdienst |             |
| Voyages Emile Weber | Navigo U     | onbekend       | 2      | Streekdienst |             |
| Voyages Simon       | Navigo U     | VS8038, VS9038 | 2      | Streekdienst |             |
| Servië              |              |                |        |              |             |
| Lasta               | ??           | 7200           | 1      | Beograd      |             |